# Biston latefasciata
Biston latefasciata là một loài bướm đêm trong họ Geometridae.